# Aimee Teegarden
Aimee Richelle Teegarden, född 10 oktober 1989, är en amerikansk skådespelerska, producent och modell. Hon spelade Julie Taylor i NBC-serien Friday Night Lights, Jenny Randall i skräckfilmen Scream 4 och Nova Prescott i Disneyfilmen Prom. År 2014 medverkade hon i den romantiska sci-fi-serien Star-Crossed.

## Karriär
Teegarden har varit modell i olika reklamkampanjer för Old Navy, Tommy Hilfiger, Alltel, Hollister och YMI jeans. Hon har gjort flera TV-framträdanden, bland annat i Cold Case, Ned's Declassified School Survival Guide och Disney Channels Hannah Montana.
Under 2006 fick Teegarden en roll i TV-serien Friday Night Lights, där hon spelar Julie Taylor, coachens dotter.
Den 24 augusti 2007, under Miss Teen USA 2007, ställde Teegarden en fråga ("De senaste opinionsmätningarna har visat att en femtedel av amerikanerna inte kan hitta USA på en världskarta. Varför tror du att det är så här?"). Detta ledde till mycket skriverier då den tävlande, Caitlin Upton, kom med ett meningslöst svar som inte var sammanhängande.
År 2008 medverkade hon i en musikvideo för Hinders låt "Without You" tillsammans med Kellan Lutz. Under 2009 gästade Teegarden i tre episoder av The CW:s 90210 som Rhonda, en West Beverly-elev som korsar vägar med Ethan Ward.  Teegarden medverkade i Legend of the Seeker. Hon har även varit med i en ett avsnitt av CSI: Miami och CSI: Crime Scene Investigation.
Under 2011 hade Teegarden en liten biroll i filmen Scream 4 . Under 2011 spelade hon även huvudrollen som Nova Prescott i Disneyfilmen Prom. Hennes karaktär är en högpresterande sistaårselev i High School med planer på att fortsätta sina studier vid Georgetown University efter examen. Filmen handlar om hur hon försöker arrangera skolans avslutningsbal samtidigt som hon handskas med kärlek, sorg, och påtryckningar från sina föräldrar. Hon förälskar sig i skolans bad boy Jesse Richter, som spelas av Thomas McDonell.
Teegarden medverkade i Demi Lovato's musikvideo till låten "Made in the USA" år 2013.
2014 spelade hon rollen som Emery Whitehill i den romantiska sci-fi serien Star-Crossed. Serien hade premiär  på The CW 17 februari.

## Privatliv
Teegarden är född och uppvuxen i Downey i Kalifornien, en förort till Los Angeles. Hon är tidigare medlem i den  frimureriskt inspirerade ungdomsorganisationen Job's Daughters International i Downey. Den 19 juni 2008 utnämndes hon till Honorary International Sweetheart of DeMolay International av Master Councillor Austin Whitaker i Anaheim i Kalifornien. 

## Filmografi (i urval)
| Film       | Film                                     | Film             | Film                                                                       |
| År         | Film                                     | Roll             | Övrigt                                                                     |
| ---------- | ---------------------------------------- | ---------------- | -------------------------------------------------------------------------- |
| 2004       | Sailing for Madagascar                   | Bette Warren     | Kortfilm                                                                   |
| 2009       | For Sale by Owner                        | Elenore Dare     |                                                                            |
| 2009       | The Perfect Age of Rock 'n' Roll         | Annie Genson     |                                                                            |
| 2009       | Call of the Wild                         | Tracy            |                                                                            |
| 2010       | Beautiful Wave                           | Nicole           | Huvudroll                                                                  |
| 2011       | Scream 4                                 | Jenny Randall    |                                                                            |
| 2011       | Prom                                     | Nova Prescott    | Huvudroll                                                                  |
| 2011       | Beneath the Darkness                     | Abby             |                                                                            |
| 2017       | Rings                                    | Skye             |                                                                            |
| Television |                                          |                  |                                                                            |
| År         | Titel                                    | Roll             | Övrigt                                                                     |
| 2003       | Cold Case                                | Tina Bayes, 1990 | Avsnitt: "Churchgoing People"                                              |
| 2006       | Hannah Montana                           | Melissa          | Avsnitt: "You're So Vain, You Probably Think This Zit Is About You"        |
| 2006–2011  | Friday Night Lights                      | Julie Taylor     | Huvudroll                                                                  |
| 2007       | Ned's Declassified School Survival Guide | Tjej #2          | Avsnitt: "Boys & Girls"                                                    |
| 2009       | 90210                                    | Rhonda Kimble    | Avsnitt: "Life's a Drag", "Of Heartbreaks and Hotels", & "Help Me, Rhonda" |
| 2009       | CSI: Miami                               | Brianna Faber    | Avsnitt: "Divorce Party"                                                   |
| 2009       | Legend of the Seeker                     | Annabelle        | Avsnitt: "Touched"                                                         |
| 2010       | CSI: Crime Scene Investigation           | Molly Sinclair   | Avsnitt: "World's End"                                                     |
| 2014       | Star-Crossed                             | Emery Whitehill  | Huvudroll                                                                  |